# Richard Goyette (CSN)
Pour les articles homonymes, voir Richard Goyette.
Richard Goyette était[Quand ?] président du Syndicat des travailleuses et travailleurs de la régie des installations olympiques (STTRIO)[réf. nécessaire], il était[Quand ?] également président des organismes gouvernementaux au sein de la CSN au Québec[réf. nécessaire].